# Phare de Cabo Guardián
Le phare de Cabo Guardián (en espagnol : Faro Cabo Guardián) est un phare actif situé sur Cabo Guardián (es) (département de Deseado), dans la Province de Santa Cruz en Argentine.
Il est géré par le Servicio de Hidrografía Naval (SHN) de la marine .

## Histoire
Le phare  a été mis en service le 30 mars 1928 sur un secteur de la côte pour marquer la présence un îlot rocheux dangereux, comme le phare Campana.
La zone de Cabo Guardián est peuplée d' une colonie de manchot de Magellan..

## Description
Ce phare  est un tour pyramidale métallique à claire-voie, avec une galerie et une lanterne circulaire de 36 m de haut. La tour est peinte en noire. Il émet, à une hauteur focale de 48 m, un éclat blanc et rouge, selon secteurs, par période de 7.5 secondes. Sa portée est de 13.7 milles nautiques (environ 25 km). 
Identifiant : ARLHS : ARG-027 - Amirauté : G1156 - NGA : 110-19952.

### Lien connexe
- Liste des phares d'Argentine